# Phyllanthus loranthoides
Phyllanthus loranthoides är en emblikaväxtart som beskrevs av Henri Ernest Baillon. Phyllanthus loranthoides ingår i släktet Phyllanthus och familjen emblikaväxter.
Artens utbredningsområde är Nya Kaledonien.

## Underarter
Arten delas in i följande underarter:
- P. l. longifolius
- P. l. loranthoides
- P. l. ripicola